# Cine tamil
El cine tamil (tamil: தமிழ் சினிமா), también conocido como «Kollywood», es la industria cinematográfica India en idioma tamil con base en Kodambakkam, Chennai, India, y la segunda más grande de la India después de Bollywood. La primera película muda en tamil Keechaka Vaadham fue producida en 1916. En 1939 la asamblea legislativa de Madras aprobó el «Impuesto sobre espectáculos públicos de 1939». El cine tamil ha producido algunos directores reconocidos a nivel internacional como Ilaiyaraaja y A.R. Rahman y el actor mejor pagado de Asia, Rajinikanth (aparte de Jackie Chan).
El cine tamil tuvo un efecto sobre otros centros cinematográficos de la India, estableciendo a Chennai como un centro secundario para el cine Hindi, y otras industrias cinematográficas del sur de India, así como el cine de Sri Lanka. Durante el último cuarto del siglo viente, las películas tamil de la India establecieron una presencia global a través de la distribución a un número creciente de cines en el extranjero en Singapur, Sri Lanka, Malasia, Japón, Oriente Medio, partes de África, Oceanía, Europa, América del Norte y otros países. La industria también inspiró el cine independiente en Sri Lanka y las poblaciones de la diáspora tamil en Malasia, Singapur y el hemisferio occidental.